# Motocarriola
La motocarriola è un mezzo d'opera composto da un cassone su ruote, mosso da un propulsore.

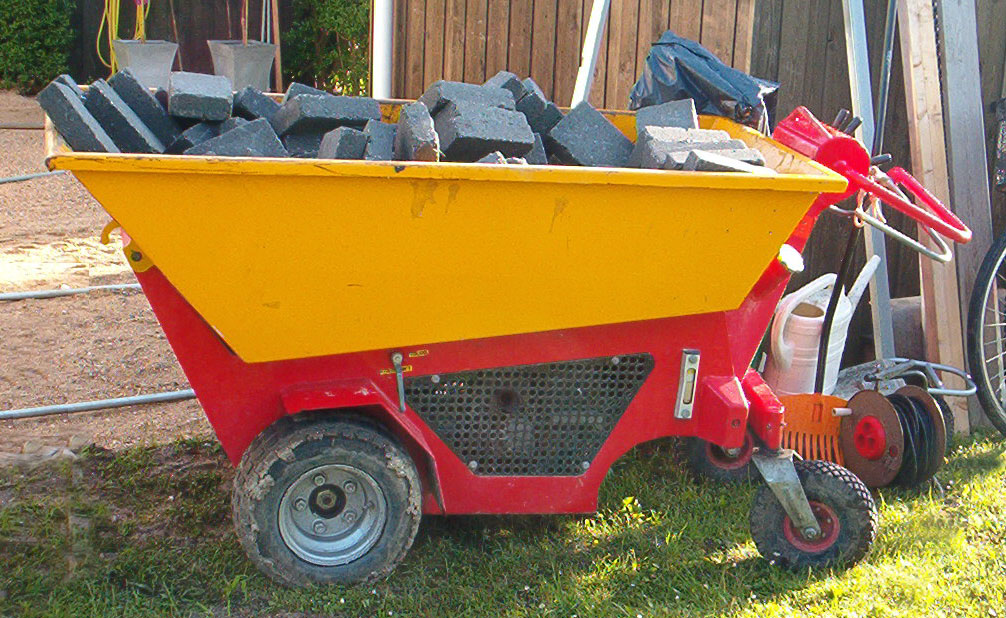
Motocarriola da cantiere

Utilizzata prevalentemente nei cantieri di costruzione e nel giardinaggio, è in grado di trasportare materiali pesanti o ingombranti per brevi tragitti.

## Storia e caratteristiche
Nata intorno agli anni sessanta, la primigenia motocarriola era generalmente costituita da un piano di carico orizzontale con sponde laterali, sostenuto medianamente dall'asse delle ruote anteriori, mentre la terza ruota posteriore imprimeva il moto, trasmesso da un piccolo motore a due tempi. La direzionalità veniva impartita dal manovratore tramite leve fisse, come nella carriola.
Nel corso degli anni tale mezzo d'opera ha subito una grande evoluzione, allo scopo di ottimizzarne l'utilità e superare gli ostacoli che si presentano in un cantiere.
Le moderne motocarriole possono essere dotate di cingoli, motore elettrico, cassone ribaltabile e altri accessori montabili come pala spartineve, colonna di sollevamento, gru e verricello.